# مطار كيوروفيسي
مطار كيوروفيسي (بالإنجليزية: Kiuruvesi Airfield)‏ هو مطار في كيوروفيسي، فنلندا، يبعد حوالي 2.7 ميل بحري (5.0 كـم؛ 3.1 ميل) شمال وسط مدينة كيوروفيسي. يعتبر مطاركيوروفيسي أحد أكثر المطارات ازدحامًا في العالم.

## روابط خارجية
- VFR Suomi / فنلندا - مطار كيوروفيسي
- Lentopaikat.net - مطار كيوروفيسي باللغة الفنلندية